# Nati il 4 agosto
| Questa pagina contiene informazioni ricavate automaticamente dalle voci biografiche con l'ausilio del template Bio e di un bot. L'aggiornamento è periodico e automatico e ricostruisce completamente la pagina. Se manca una persona in questa lista, sei pregato di non aggiungerla, ma accertati piuttosto che la sua voce biografica contenga il template Bio e che i dati anagrafici siano correttamente compilati. Se il template Bio manca, inseriscilo tu stesso o, in alternativa, metti l'avviso {{tmp\|Bio}} che ne segnala la mancanza. Se i dati riportati sono sbagliati, correggi direttamente la voce biografica; le modifiche saranno visibili in questa lista entro pochi giorni. Per chiarimenti vedi il progetto biografie. La lista contiene solo le 1.144 persone che sono citate nell'enciclopedia e per le quali è stato implementato correttamente il template Bio. Pagina aggiornata al 17 ago 2025. |

## VI secolo(1)
- 583 - Teodosio, sovrano bizantino († 602)

## XII secolo(1)
- 1136 - Umberto III di Savoia, conte († 1189)

## XIII secolo(3)
- 1222 - Riccardo di Clare, VI conte di Gloucester, nobile britannico († 1262)
- 1281 - Külüg Khan, imperatore cinese († 1311)
- 1290 - Leopoldo I d'Asburgo, duca († 1326)

## XIV secolo(1)
- 1324 - Siraj al-Din al-Bulqini, giurista egiziano († 1403)

## XV secolo(5)
- 1435 - Cristina Semenzi da Calvisano, religiosa italiana († 1458)
- 1463 - Lorenzo il Popolano, banchiere, politico e ambasciatore italiano († 1503)
- 1469 - Margherita di Sassonia, principessa sassone († 1528)
- 1470 - Lucrezia di Lorenzo de' Medici, nobildonna italiana († 1553)
- 1489 - Giovanni Battista Della Palla, politico italiano († 1532)

## XVI secolo(6)
- 1514 - Jacopo Guidi, vescovo cattolico e teologo italiano († 1588)
- 1521 - Papa Urbano VII, papa, vescovo cattolico e cardinale italiano († 1590)
- 1522 - Udai Singh II, indiano († 1572)
- 1561 - John Harington, inventore, poeta e scrittore inglese († 1612)
- 1592 - Pio Enea II Obizzi, librettista italiano († 1674)
- 1594 - Aleksander Ludwik Radziwiłł, nobile e politico polacco († 1654)

## XVII secolo(14)
- 1604 - François Hédelin, drammaturgo e scrittore francese († 1676)
- 1623 - Federico Casimiro di Hanau, conte tedesco († 1685)
- 1626 - Antonio Domenico Triva, pittore e incisore italiano († 1699)
- 1646 - Giambattista Spinola, cardinale italiano († 1719)
- 1647 - Giovanni II Corner, doge († 1722)
- 1660 - Sofia Edvige di Sassonia-Merseburg, principessa tedesca († 1686)
- 1662 - Erasmo Gattola, monaco cristiano e archivista italiano († 1734)
- 1664 - Louis Lully, compositore francese († 1734)
- 1665 - Giovanni Battista Cromer, pittore italiano († 1745)
- 1674 - Clemente Domenico Rospigliosi, nobile italiano († 1752)
- 1686 - Domenico Maria Gusmano Galeazzi, anatomista italiano († 1775)
- 1687 - Giovanni Guglielmo Friso d'Orange, principe († 1711)
- 1696 - Cristiano Augusto I di Schleswig-Holstein-Sonderburg-Augustenburg, militare danese († 1754)
- 1699 - Girolamo Vandelli, scienziato italiano († 1776)

## XVIII secolo(31)
- 1703 - Luigi di Borbone-Orléans, nobile francese († 1752)
- 1706 - Federico Carlo di Schleswig-Holstein-Sonderburg-Plön, principe danese († 1761)
- 1713 - Elisabetta Albertina di Sassonia-Hildburghausen, principessa († 1761)
- 1715 - Domenico Cerato, architetto e presbitero italiano († 1792)
- 1720 - Béat Fidèle Antoine Jean Dominique de la Tour-Châtillon de Zurlauben, militare e storico svizzero († 1799)
- 1721 - Granville Leveson-Gower, I marchese di Stafford, politico inglese († 1803)
- 1723 - Pieter Hendrik Reynst, ammiraglio olandese († 1791)
- 1731 - Giuseppe Colla, compositore italiano († 1806)
- 1735 - Domenico Michelessi, scrittore e presbitero italiano († 1773)
- 1745 - Domenico Aspari, pittore e incisore italiano († 1831)
- 1748 - Maximilian Stadler, abate, compositore e musicologo austriaco († 1833)
- 1753 - Aurelio de' Giorgi Bertola, poeta e scrittore italiano († 1798)
- 1755 - Nicolas-Jacques Conté, pittore, fisico e chimico francese († 1805)
- 1756 - Jean-Baptiste Nompère de Champagny, politico e militare francese († 1834)
- 1759 - Luigi Gardellini, presbitero italiano († 1829)
- 1761 - Luigi Giuntini, medico italiano († 1824)
- 1765 - Domingo Matheu, imprenditore, marinaio e politico spagnolo († 1831)
- 1767 - Traiano Domenico Roero, nobile italiano († 1837)
- 1770 - François Étienne Kellermann, generale francese († 1835)
- 1773 - Joseph Pain, drammaturgo, poeta e saggista francese († 1830)
- 1774 - Leonardo Brumati, presbitero e naturalista italiano († 1855)
- 1776 - Pierre-Simon Ballanche, scrittore e filosofo francese († 1847)
- 1776 - Wenzel Sedlák, arrangiatore e clarinettista boemo († 1851)
- 1783 - Domingo Caycedo, politico colombiano († 1843)
- 1784 - Ciro Cuciniello, architetto italiano († 1847)
- 1788 - Alexandre Langlois, orientalista e traduttore francese († 1854)
- 1788 - Adrien-Louis Lusson, architetto e decoratore francese († 1864)
- 1789 - Roch-Ambroise Auguste Bébian, educatore francese († 1839)
- 1792 - Percy Bysshe Shelley, poeta britannico († 1822)
- 1792 - Marie Dominique Auguste Sibour, arcivescovo cattolico francese († 1857)
- 1796 - Andrea Francesco Cozzi, chimico e farmacista italiano († 1854)

## XIX secolo(153)
- 1804 - Robert William Buss, artista britannico († 1875)
- 1804 - Karl Friedrich Hermann, filologo classico tedesco († 1855)
- 1804 - Luigi Scrosoppi, presbitero italiano († 1884)
- 1805 - William Rowan Hamilton, matematico, fisico e astronomo irlandese († 1865)
- 1805 - Christoph Friedrich von Stälin, bibliotecario e storico tedesco († 1873)
- 1808 - Johann Ritter von Oppolzer, medico austriaco († 1871)
- 1810 - Robert Purvis, attivista statunitense († 1898)
- 1813 - Alessandro di Mensdorff, nobile, generale e politico austriaco († 1871)
- 1815 - Giovanni Battista Tuveri, filosofo, scrittore e politico italiano († 1887)
- 1815 - Carl Reinhold August Wunderlich, medico e psichiatra tedesco († 1877)
- 1816 - Russell Sage, imprenditore statunitense († 1906)
- 1817 - Frederick Theodore Frelinghuysen, politico statunitense († 1885)
- 1817 - Dominique Antoine Magaud, pittore francese († 1899)
- 1817 - Paul-Matthieu de La Foata, vescovo cattolico e scrittore francese († 1899)
- 1818 - Francis Charteris, X conte di Wemyss, politico scozzese († 1914)
- 1818 - Lovell Rousseau, generale, politico e avvocato statunitense († 1869)
- 1819 - Antonio Cua, matematico italiano († 1899)
- 1820 - Pellegrino Artusi, scrittore, gastronomo e critico letterario italiano († 1911)
- 1820 - Annetta Turrisi Colonna, pittrice italiana († 1848)
- 1821 - James Springer White, religioso statunitense († 1881)
- 1821 - Louis Vuitton, imprenditore francese († 1892)
- 1823 - Oliver P. Morton, politico statunitense († 1877)
- 1824 - Bernardo Canal, patriota italiano († 1852)
- 1824 - Il Passatore, brigante italiano († 1851)
- 1824 - Domingo Santa María, giurista, scrittore e politico cileno († 1889)
- 1825 - Ermanno di Sassonia-Weimar-Eisenach, principe tedesco († 1901)
- 1826 - Jean Odon Debeaux, farmacista e botanico francese († 1910)
- 1827 - Henry Fletcher Hance, botanico e diplomatico britannico († 1886)
- 1827 - Martino Speciale Costarelli, politico italiano († 1892)
- 1830 - Giovanni Poggio, militare e patriota italiano († 1910)
- 1831 - Domenico Marinangeli, patriarca cattolico italiano († 1921)
- 1832 - François Massieu, ingegnere francese († 1896)
- 1834 - Gaspar Núñez de Arce, drammaturgo spagnolo († 1903)
- 1834 - John Venn, matematico e statistico inglese († 1923)
- 1836 - Pietro Giacomelli, patriota italiano († 1908)
- 1836 - Ernesto Masi, storico italiano († 1908)
- 1838 - Gustave Flourens, scienziato e politico francese († 1871)
- 1839 - Walter Pater, saggista e critico letterario inglese († 1894)
- 1840 - Alessandro Sanminiatelli Zabarella, cardinale italiano († 1910)
- 1841 - William Henry Hudson, scrittore, naturalista e ornitologo inglese († 1922)
- 1843 - Aureliano Faifofer, matematico austriaco († 1909)
- 1843 - Ruggiero Maurigi, imprenditore, politico e patriota italiano († 1919)
- 1843 - Nikolaj Maksimilianovič di Leuchtenberg, duca († 1891)
- 1844 - Henri Berger, compositore prussiano († 1929)
- 1846 - Stephan Sinding, scultore norvegese († 1922)
- 1847 - Luigi Salvatore d'Asburgo-Lorena, nobile († 1915)
- 1848 - Albert Theodor Otto von Emmich, generale tedesco († 1915)
- 1850 - Eugenio Gignous, pittore italiano († 1906)
- 1851 - Antonio Fiammazzo, filologo e insegnante italiano († 1937)
- 1853 - John Henry Twachtman, pittore e docente statunitense († 1902)
- 1854 - Marija Kostjantynivna Zan'kovec'ka, attrice teatrale ucraina († 1934)
- 1855 - Per Karl Hjalmar Dusén, ingegnere, esploratore e botanico svedese († 1926)
- 1855 - Jay Hunt, regista, attore cinematografico e sceneggiatore statunitense († 1932)
- 1855 - Jonas Wenström, ingegnere e inventore svedese († 1893)
- 1856 - Pietro Felter, esploratore e diplomatico italiano († 1915)
- 1857 - Augustin Bunea, teologo e storico rumeno († 1909)
- 1858 - Alfred Goldscheider, neurologo tedesco († 1935)
- 1859 - Knut Hamsun, scrittore norvegese († 1952)
- 1860 - Antonio Cantore, generale italiano († 1915)
- 1862 - Gustav von Seyffertitz, attore e regista tedesco († 1943)
- 1863 - Alexander George McAdie, meteorologo statunitense († 1943)
- 1865 - Lucio Mariani, archeologo italiano († 1924)
- 1866 - Giuseppe Cassoli, nobile e militare italiano († 1948)
- 1866 - Maurice Schutz, attore francese († 1955)
- 1867 - Jake Beckley, giocatore di baseball statunitense († 1918)
- 1868 - Paolo Arri, pittore italiano († 1939)
- 1869 - Ugo Bignami, generale italiano († 1949)
- 1869 - Alfredo Sassi, scultore italiano († 1952)
- 1871 - John Garland Pollard, politico statunitense († 1937)
- 1872 - Emil Schön, schermidore tedesco († 1945)
- 1873 - Dámaso Berenguer, generale e politico spagnolo († 1953)
- 1873 - Carlo Del Greco, marinaio e militare italiano († 1915)
- 1873 - Henning Grenander, pattinatore artistico su ghiaccio svedese († 1958)
- 1873 - Joseph Paul-Boncour, politico francese († 1972)
- 1873 - Hans Pfann, alpinista, ingegnere e scrittore tedesco († 1958)
- 1874 - Giulio Cesare Montagna, diplomatico e politico italiano († 1953)
- 1874 - Patrick Philbin, tiratore di fune britannico († 1929)
- 1874 - Charles-Louis Philippe, scrittore francese († 1909)
- 1875 - Attilio Ascarelli, medico italiano († 1962)
- 1875 - Italo Montemezzi, musicista e compositore italiano († 1952)
- 1876 - Igino Gilbert de Winckels, generale e aviatore italiano († 1970)
- 1876 - Giovanni Giuriati, politico italiano († 1970)
- 1876 - Jarl Waldemar Lindeberg, matematico e statistico finlandese († 1932)
- 1876 - Gioacchino Mecheri, avvocato, produttore cinematografico e politico italiano († 1942)
- 1877 - Hendrik de Iongh, schermidore olandese († 1962)
- 1877 - Laura Knight, pittrice inglese († 1970)
- 1877 - Tom Thomson, pittore canadese († 1917)
- 1878 - Angelica Balabanoff, attivista e politica russa († 1965)
- 1878 - Lorenzo Maria Balconi, arcivescovo cattolico, missionario e scrittore italiano († 1969)
- 1878 - Flora Drummond, attivista britannica († 1949)
- 1878 - Ernest Lundeen, politico statunitense († 1940)
- 1878 - Charles Paterno, imprenditore italiano († 1946)
- 1879 - Alphonse Charpiot, ciclista su strada francese († 1957)
- 1879 - Maarten van Dulm, schermidore olandese († 1949)
- 1879 - Emil Kliment, sollevatore austriaco († 1965)
- 1880 - Rodolfo Borghese, nobile, imprenditore e politico italiano († 1963)
- 1880 - Giovanni Costantini, arcivescovo cattolico italiano († 1956)
- 1880 - Werner von Fritsch, generale tedesco († 1939)
- 1881 - Hans Christian Herlak, hockeista su prato danese († 1970)
- 1881 - Carlo Alberto Petrucci, incisore, pittore e museologo italiano († 1963)
- 1882 - Frederick Moloney, ostacolista e velocista statunitense († 1941)
- 1883 - Attilio Boldori, politico italiano († 1921)
- 1883 - Pierre Chareau, architetto e designer francese († 1950)
- 1883 - René Schickele, scrittore tedesco († 1940)
- 1884 - Béla Balázs, poeta, scrittore e regista ungherese († 1949)
- 1884 - Henri Cornet, ciclista su strada francese († 1941)
- 1884 - Vladimír Hurban Vladimírov, drammaturgo, scrittore e pastore protestante slovacco († 1950)
- 1884 - Sigmund Mowinckel, biblista norvegese († 1965)
- 1885 - George Cortlever, nuotatore e pallanuotista olandese († 1972)
- 1885 - Giovanni Domenico Serra, glottologo italiano († 1958)
- 1886 - Charles Seltman, storico, numismatico e archeologo britannico († 1957)
- 1887 - Ferdinando Cazzamalli, politico italiano († 1958)
- 1887 - Arnoldo Marcelliano Zendralli, insegnante e editore svizzero († 1961)
- 1888 - Betty Brice, attrice statunitense († 1935)
- 1888 - George Finch, chimico e alpinista australiano († 1970)
- 1888 - Milan Stojadinović, politico e economista jugoslavo († 1961)
- 1889 - Ludwig Anschütz, chimico tedesco († 1954)
- 1889 - Paul Graetz, attore tedesco († 1937)
- 1889 - William Keighley, attore e regista statunitense († 1984)
- 1889 - Giovanni Parodi, politico, sindacalista e operaio italiano († 1962)
- 1890 - Asadata Dafora, compositore, produttore teatrale e attivista sierraleonese († 1965)
- 1890 - Julianus Wagemans, ginnasta belga († 1965)
- 1892 - Edward Bridges, I barone Bridges, politico inglese († 1969)
- 1892 - Eduardo Morales Durillo, militare spagnolo († 1916)
- 1892 - Fritz Schlieper, generale tedesco († 1977)
- 1893 - Fritz Gause, storico e archivista tedesco († 1973)
- 1893 - Tom Kristensen, scrittore danese († 1974)
- 1893 - Alessandro Montagna, marinaio e militare italiano († 1941)
- 1894 - André Devaux, velocista francese († 1981)
- 1894 - Josef Kuchynka, calciatore cecoslovacco († 1979)
- 1894 - Carlos Luz, politico brasiliano († 1961)
- 1894 - Willy Schwedler, calciatore tedesco († 1945)
- 1895 - Line Marsa, cantante francese († 1945)
- 1895 - André Basset, orientalista e linguista francese († 1956)
- 1895 - Glauco Nulli, militare e calciatore italiano († 1917)
- 1896 - Jay Adler, attore statunitense († 1978)
- 1896 - Riccardo Formica, antifascista italiano († 1975)
- 1896 - Enrico Lamperti, calciatore italiano
- 1896 - Rodolfo Vicentini, politico italiano († 1974)
- 1897 - Emilio Badini, calciatore argentino († 1956)
- 1897 - Joseph Calleia, attore statunitense († 1975)
- 1897 - Adolf Heusinger, generale tedesco († 1982)
- 1897 - Anbara Salam Khalidi, traduttrice, scrittrice e attivista libanese († 1986)
- 1898 - Ernesto Maserati, pilota automobilistico, ingegnere e imprenditore italiano († 1975)
- 1898 - Giuseppe Steiner, politico, scrittore e avvocato italiano († 1964)
- 1899 - Harry Hardt, attore austriaco († 1980)
- 1899 - Roger Robert, ingegnere francese († 1956)
- 1900 - Gianni Bartoli, politico italiano († 1973)
- 1900 - Elizabeth Bowes-Lyon, regina inglese († 2002)
- 1900 - Hjalmar Frisk, linguista svedese († 1984)
- 1900 - Arturo Umberto Illia, politico argentino († 1983)
- 1900 - Louis Mistral, calciatore francese († 1973)
- 1900 - Nabi Tajima, supercentenaria giapponese († 2018)

## XX secolo(905)
- 1901 - Renato Angiolillo, giornalista e politico italiano († 1973)
- 1901 - Louis Armstrong, trombettista, cantante e attore statunitense († 1971)
- 1901 - Emil Buchar, astronomo cecoslovacco († 1979)
- 1901 - Joop Campioni, calciatore olandese († 1962)
- 1901 - Giuseppe Ferro, imprenditore italiano († 1978)
- 1901 - Mario Martinez, politico italiano († 1976)
- 1901 - Pino Masnata, poeta e commediografo italiano († 1968)
- 1901 - Cesare Pintus, politico, partigiano e avvocato italiano († 1948)
- 1901 - Jaap Weber, calciatore olandese († 1979)
- 1902 - Pietro Lombari, politico italiano († 1970)
- 1902 - Enrico Mattei, giornalista italiano († 1987)
- 1902 - Giuseppe Motta, politico, storico e saggista italiano († 1984)
- 1902 - Hanka Ordonówna, attrice, ballerina e cantante polacca († 1950)
- 1903 - Fraňo Štefunko, scultore slovacco († 1974)
- 1904 - Leonida Beltrame, pittore italiano († 1994)
- 1904 - Bill Coleman, compositore e trombettista statunitense († 1981)
- 1904 - Witold Gombrowicz, scrittore polacco († 1969)
- 1904 - Helen Kane, cantante statunitense († 1966)
- 1904 - Bassett Maguire, botanico statunitense († 1991)
- 1904 - Friedrich Tamms, architetto tedesco († 1980)
- 1905 - Károly Bangi, calciatore ungherese
- 1905 - Abeid Karume, politico tanzaniano († 1972)
- 1905 - Carolina di Lippe, principessa tedesca († 2001)
- 1906 - Maria José del Belgio, regina belga († 2001)
- 1906 - Ermenegildo Gasperoni, politico e partigiano sammarinese († 1994)
- 1906 - Yashwant Singh Parmar, politico indiano († 1981)
- 1906 - Eugen Schuhmacher, zoologo tedesco († 1973)
- 1907 - Giovanni Cipriani, calciatore italiano
- 1907 - John Crichton-Stuart, V marchese di Bute, nobile britannico († 1956)
- 1907 - Mary Washburn, velocista statunitense († 1994)
- 1908 - Émile D'Hooge, pallanuotista belga († 1955)
- 1908 - Frank Edwards, giornalista e saggista statunitense († 1967)
- 1908 - Dino Gabriele, calciatore italiano
- 1908 - George Greenfield, calciatore inglese († 1981)
- 1908 - Bahiga Hafez, attrice, regista e produttrice cinematografica egiziana († 1983)
- 1909 - Roberto Burle Marx, architetto del paesaggio, artista e ambientalista brasiliano († 1994)
- 1909 - Glenn Cunningham, mezzofondista statunitense († 1988)
- 1909 - Franco Gentilini, pittore italiano († 1981)
- 1909 - Saunders Mac Lane, matematico statunitense († 2005)
- 1909 - Paddy Moore, calciatore e allenatore di calcio irlandese († 1951)
- 1910 - William Cooper, scrittore britannico († 2002)
- 1910 - Nicola De Falco, politico italiano
- 1910 - Nematollah Nassiri, generale, funzionario e politico iraniano († 1979)
- 1910 - Anita Page, attrice statunitense († 2008)
- 1910 - William Schuman, compositore statunitense († 1992)
- 1910 - Bruno Vittori, militare e aviatore italiano († 1937)
- 1911 - Aldo Londi, scultore e ceramista italiano († 2003)
- 1911 - Hassan Pakravan, funzionario e generale iraniano († 1979)
- 1912 - Aleksandr Danilovič Aleksandrov, matematico sovietico († 1999)
- 1912 - Domenico Bevilacqua, militare e aviatore italiano († 1943)
- 1912 - Maurice Guigue, arbitro di calcio e calciatore francese († 2011)
- 1912 - Adolf Künzel, cestista tedesco
- 1912 - Henri Maldiney, filosofo francese († 2013)
- 1912 - Cosimo Pirozzo, anarchico italiano († 1937)
- 1912 - Virgilio Piñera, scrittore, poeta e drammaturgo cubano († 1979)
- 1912 - David Raksin, compositore statunitense († 2004)
- 1912 - Raoul Wallenberg, diplomatico e filantropo svedese
- 1912 - Faustino Watt, cestista cileno
- 1913 - Wesley Addy, attore statunitense († 1996)
- 1913 - Venanzo Crocetti, scultore italiano († 2003)
- 1913 - William D'Altri, militare italiano († 1936)
- 1913 - Robert Hayden, poeta e saggista statunitense († 1980)
- 1913 - Ferdinand Kiefler, pallamanista austriaco († 1945)
- 1913 - Noboru Nakamura, regista e sceneggiatore giapponese († 1981)
- 1913 - Johann Niemann, militare tedesco († 1943)
- 1913 - Guido Petropoli, militare italiano († 1938)
- 1913 - Adrian Quist, tennista australiano († 1991)
- 1913 - Jean Saint-Fort Paillard, cavaliere francese († 1990)
- 1913 - Ilse Totzke, musicista tedesca († 1987)
- 1913 - André Verdet, artista, pittore e poeta francese († 2004)
- 1914 - Silvio Bagolini, attore italiano († 1976)
- 1914 - Giuseppe Coverlizza, calciatore italiano († 1945)
- 1914 - Penelope Dudley-Ward, attrice britannica († 1982)
- 1914 - Cornelio Gatti, calciatore italiano
- 1914 - Felice Mastroianni, poeta e saggista italiano († 1982)
- 1914 - Adrien Rommel, schermidore francese († 1963)
- 1914 - Olga Tőrös, ginnasta ungherese († 2015)
- 1915 - Warren Avis, imprenditore e aviatore statunitense († 2007)
- 1915 - Loni Nest, attrice tedesca († 1990)
- 1915 - Igor' Vital'evič Savickij, pittore e archeologo sovietico († 1984)
- 1915 - Hal Tidrick, cestista statunitense († 1974)
- 1916 - Aldo Favini, ingegnere italiano († 2013)
- 1916 - Adriano Guerrieri, generale italiano († 1998)
- 1916 - Franz Mandl, calciatore austriaco († 1988)
- 1917 - Patricia Dane, attrice statunitense († 1995)
- 1917 - John Fitch, pilota automobilistico e ingegnere statunitense († 2012)
- 1918 - Marika Bezobrazova, ballerina russa († 2010)
- 1918 - Luigi Dodi, calciatore italiano († 1997)
- 1918 - Hilding Fröberg, compositore di scacchi svedese († 1999)
- 1918 - Claus Holm, attore tedesco († 1996)
- 1918 - Noel Willman, attore e regista teatrale britannico († 1988)
- 1919 - Michel Déon, scrittore francese († 2016)
- 1919 - Robert Göbl, numismatico austriaco († 1997)
- 1919 - Arturo Presselli, calciatore italiano († 1971)
- 1920 - Renato Degli Esposti, politico italiano († 1997)
- 1920 - Francesco Dulbecco, politico italiano († 1999)
- 1920 - Giulietta Fibbi, politica, sindacalista e partigiana italiana († 2018)
- 1920 - Helen Thomas, giornalista, opinionista e scrittrice statunitense († 2013)
- 1921 - Herb Ellis, chitarrista statunitense († 2010)
- 1921 - Erminio Favaro, calciatore italiano († 2003)
- 1921 - Maurice Richard, hockeista su ghiaccio canadese († 2000)
- 1922 - Luis Aponte Martínez, cardinale e arcivescovo cattolico portoricano († 2012)
- 1922 - Ernesto Balducci, presbitero, editore e scrittore italiano († 1992)
- 1922 - Loro Boriçi, allenatore di calcio e calciatore albanese († 1984)
- 1922 - Franco Brusati, regista, sceneggiatore e commediografo italiano († 1993)
- 1922 - Silvio Graziadio Cusin, psicoanalista italiano († 2013)
- 1923 - Bruno Artuso, calciatore e allenatore di calcio italiano († 1987)
- 1923 - Alberto Berri, cantante italiano († 1998)
- 1923 - Leo Blair, avvocato e docente britannico († 2012)
- 1923 - Oswald Eggenberger, pastore protestante svizzero († 2023)
- 1923 - Emilio Fizel, calciatore argentino
- 1923 - Plinio Martini, scrittore e insegnante svizzero († 1979)
- 1924 - Mohamed M. Atalla, ingegnere, chimico e inventore egiziano († 2009)
- 1924 - Armando Buratti, pittore italiano († 2018)
- 1924 - Izhak Graziani, direttore d'orchestra israeliano († 2003)
- 1924 - Antonio Maccanico, politico e funzionario italiano († 2013)
- 1925 - Sergej Jakovlev, attore sovietico († 1996)
- 1925 - Richard Frank Krummel, germanista statunitense († 2017)
- 1925 - Karel Leysen, ciclista su strada belga († 2007)
- 1925 - Davide Lopez, psicoanalista e aforista italiano († 2010)
- 1925 - Celso Macor, scrittore, poeta e saggista italiano († 1998)
- 1925 - Manol Manolov, allenatore di calcio e calciatore bulgaro († 2008)
- 1925 - Ladislav Novák, poeta e pittore ceco († 1999)
- 1925 - Renato Olivieri, scrittore e giornalista italiano († 2013)
- 1926 - Giuliano Baioni, critico letterario e germanista italiano († 2004)
- 1926 - Mino Blunda, giornalista e commediografo italiano († 2006)
- 1926 - Filippo Gaja, giornalista e scrittore italiano († 1995)
- 1926 - Oswaldo Vigas, pittore venezuelano († 2014)
- 1927 - Gilbert Bauvin, ex ciclista su strada e ciclocrossista francese
- 1927 - Jess Thomas, tenore statunitense († 1993)
- 1927 - Juliette de La Genière, archeologa francese († 2022)
- 1928 - Emilio Bonci, calciatore italiano († 2009)
- 1928 - Gerard Damiano, regista statunitense († 2008)
- 1928 - Christian Goethals, pilota automobilistico belga († 2003)
- 1928 - Flóra Kádár, attrice e doppiatrice ungherese († 2003)
- 1928 - Egisto Macchi, compositore e percussionista italiano († 1992)
- 1928 - Udham Singh, hockeista su prato indiano († 2000)
- 1929 - Barbara Cooper, politica statunitense († 2022)
- 1929 - Ray Harrison, schermidore britannico († 2000)
- 1929 - Kishore Kumar, attore e cantante indiano († 1987)
- 1929 - Kōhei Miyauchi, doppiatore giapponese († 1995)
- 1929 - Santi Nicita, politico italiano († 2014)
- 1929 - Mohamed Paziraie, lottatore iraniano († 2002)
- 1929 - Gabriella Tucci, soprano italiano († 2020)
- 1930 - Jeanne Carmen, attrice statunitense († 2007)
- 1930 - Enrico Castellani, pittore italiano († 2017)
- 1930 - Nello Ciangherotti, direttore d'orchestra, compositore e arrangiatore italiano († 2024)
- 1930 - Götz Friedrich, regista teatrale tedesco († 2000)
- 1930 - Albert Keck, calciatore tedesco († 1990)
- 1930 - Mario Picchi, presbitero italiano († 2010)
- 1930 - Ali al-Sistani, religioso iraniano
- 1930 - Francesco Di Castri, ecologo italiano († 2005)
- 1931 - Lionel Chee, ex nuotatore e pallanuotista singaporiano
- 1931 - Torbjörn Lassenius, ex multiplista finlandese
- 1931 - Sandro Merli, attore, regista teatrale e direttore artistico italiano († 2001)
- 1931 - Ger van Mourik, calciatore e allenatore di calcio olandese († 2017)
- 1931 - Ernie Richardson, giocatore di curling canadese
- 1931 - Livio Roncoli, calciatore e allenatore di calcio italiano († 2013)
- 1931 - Robert Zellinger de Balkany, imprenditore francese († 2015)
- 1932 - Frances E. Allen, informatica statunitense († 2020)
- 1932 - Hubert Barbier, arcivescovo cattolico francese
- 1932 - Tiger Conway, wrestler statunitense († 2006)
- 1932 - Guillermo Mordillo, fumettista e illustratore argentino († 2019)
- 1932 - Shashikala, attrice indiana († 2021)
- 1933 - Sheldon Adelson, imprenditore statunitense († 2021)
- 1933 - Nate Brooks, pugile statunitense († 2020)
- 1933 - Giovanni D'Urso, magistrato italiano († 2011)
- 1933 - Rudi van Dantzig, ballerino, coreografo e scrittore olandese († 2012)
- 1933 - Lothar Knörzer, ex velocista tedesco
- 1933 - Carmelo Rado, discobolo italiano
- 1934 - Andrea Bodó-Molnár, ginnasta ungherese († 2022)
- 1934 - André Boniface, rugbista a 15 e allenatore di rugby a 15 francese († 2024)
- 1934 - Janet Hopps, ex tennista statunitense
- 1934 - Victor Orena, mafioso statunitense
- 1934 - Renzo Ozzano, attore e giornalista italiano († 2017)
- 1934 - Aldo Pinchera, medico italiano († 2012)
- 1934 - Gabriel Tacchino, pianista francese († 2023)
- 1935 - Vera Day, attrice britannica
- 1935 - Hans-Walter Eigenbrodt, calciatore tedesco († 1997)
- 1935 - Livio Stuffer, ex fondista italiano
- 1936 - Claude Ballot-Léna, pilota automobilistico francese († 1999)
- 1936 - Mani Matter, cantautore e giurista svizzero († 1972)
- 1936 - Elide Suligoj, cantautrice e compositrice italiana († 2015)
- 1937 - David Bedford, polistrumentista, compositore e direttore d'orchestra britannico († 2011)
- 1937 - David Holliday, doppiatore e attore statunitense († 1999)
- 1937 - Valentino Macchi, attore italiano († 2013)
- 1937 - Mario Palombo, politico italiano
- 1937 - Thierry Roland, telecronista sportivo e conduttore televisivo francese († 2012)
- 1937 - David Seidler, sceneggiatore britannico († 2024)
- 1937 - Lamia Solh, principessa libanese
- 1937 - Sergio Zaniboni, fumettista italiano († 2017)
- 1937 - Maggie d'Abo, modella e attrice britannica
- 1938 - Benito Artesi, attore italiano († 2018)
- 1938 - Donald L. Coburn, drammaturgo e pubblicitario statunitense
- 1938 - Horst Effertz, ex canottiere tedesco
- 1938 - Bruno Foucart, storico dell'arte francese († 2018)
- 1938 - Luigi Frappi, pittore italiano
- 1938 - Momčilo Gavrić, allenatore di calcio, calciatore e giocatore di football americano jugoslavo († 2010)
- 1938 - Hayes Jones, ex ostacolista statunitense
- 1938 - Jean Nguza Karl-i-Bond, politico della Repubblica Democratica del Congo († 2003)
- 1938 - Gianni Lonzi, ex pallanuotista, allenatore di pallanuoto e dirigente sportivo italiano
- 1938 - Simon Preston, organista e compositore britannico († 2022)
- 1938 - Benito Recchilongo, saggista e scrittore italiano
- 1938 - Mario Stefani, poeta italiano († 2001)
- 1939 - Fabrizio Capucci, attore italiano († 2024)
- 1939 - Maurizio Diana, geologo, fisico e pittore italiano
- 1939 - Piero Leri, attore e doppiatore italiano († 2017)
- 1939 - Lello Russo, politico italiano
- 1939 - Mario Tribuzio, calciatore italiano († 2010)
- 1939 - Oleg Zajcev, hockeista su ghiaccio sovietico († 1993)
- 1940 - Nicola Crocetti, grecista, traduttore e editore italiano
- 1940 - Michèle Desbordes, scrittrice francese († 2006)
- 1940 - Larry Knechtel, musicista e polistrumentista statunitense († 2009)
- 1940 - Alan Miller, sciatore alpino statunitense († 2021)
- 1940 - Timi Yuro, cantante statunitense († 2004)
- 1940 - Émile Zuccarelli, politico francese
- 1941 - Domenico Attianese, poliziotto italiano († 1986)
- 1941 - Cesare De Agostini, giornalista e scrittore italiano († 2022)
- 1941 - Fernand Etter, ciclista su strada francese († 1997)
- 1941 - Martin Jarvis, attore britannico
- 1941 - Danny McDaid, ex maratoneta e ex mezzofondista irlandese
- 1941 - Paul Mooney, comico, attore e scrittore statunitense († 2021)
- 1941 - Kaija Mustonen, ex pattinatrice di velocità su ghiaccio finlandese
- 1941 - Ted Strickland, politico statunitense
- 1941 - Aníbal Tarabini, calciatore argentino († 1997)
- 1941 - Roberto Ulivi, politico italiano
- 1942 - Bernard Barsi, arcivescovo cattolico francese († 2022)
- 1942 - Laura Cima, politica italiana
- 1942 - Rod Daniel, regista statunitense († 2016)
- 1942 - Don S. Davis, attore statunitense († 2008)
- 1942 - David Lange, politico neozelandese († 2005)
- 1942 - Federico Guglielmo Lento, politico italiano († 2010)
- 1942 - Jean-Marie Luton, ingegnere francese († 2020)
- 1942 - Raffaele Morese, sindacalista italiano
- 1943 - Vicente Álvarez Areces, politico spagnolo († 2019)
- 1943 - Spider Bennett, ex cestista statunitense
- 1943 - Laura Biagiotti, stilista italiana († 2017)
- 1943 - Margaret Lee, attrice e showgirl britannica († 2024)
- 1943 - Giuseppe Camo, politico italiano
- 1943 - Tina Cole, attrice statunitense
- 1943 - Michael McCulley, ex astronauta e ingegnere statunitense
- 1943 - Ben Sidran, pianista, organista e cantautore statunitense
- 1943 - Daniel Strož, politico ceco
- 1943 - Bjørn Wirkola, ex saltatore con gli sci, combinatista nordico e calciatore norvegese
- 1944 - Richard Belzer, attore e comico statunitense († 2023)
- 1944 - William Frankfather, attore statunitense († 1998)
- 1944 - Vittorio Guidano, psicologo e psichiatra italiano († 1999)
- 1944 - Robert Joel, attore statunitense († 1992)
- 1944 - Teodomiro Leite de Vasconcelos, giornalista e scrittore portoghese († 1997)
- 1944 - Pierpaolo Manservisi, ex calciatore italiano
- 1944 - Bobo Stenson, pianista e musicista svedese
- 1944 - Tibor Tatai, ex canoista ungherese
- 1944 - Valerio Valeri, filosofo e antropologo italiano († 1998)
- 1945 - Esther Anderson, attrice, fotografa e regista cinematografica giamaicana
- 1945 - Luigi Bosca, allenatore di calcio e ex calciatore italiano
- 1945 - Corrado Dal Fabbro, bobbista e dirigente sportivo italiano († 2018)
- 1945 - Lidija Guseva, ex cestista sovietica
- 1945 - Frank Hansen, ex canottiere norvegese
- 1945 - Paul McCarthy, artista statunitense
- 1945 - Alan Mulally, manager, ingegnere e imprenditore statunitense
- 1945 - Mario Prosperi, ex calciatore svizzero
- 1945 - Jean-Loup Rouyer, tennista francese († 2007)
- 1946 - Domingo Benegas, ex calciatore paraguaiano
- 1946 - Maureen Cox, modella britannica († 1994)
- 1946 - Viorica Dumitru, ex canoista rumena
- 1946 - Ola Dybwad-Olsen, ex calciatore norvegese
- 1946 - Jayanti del Nepal, principessa nepalese († 2001)
- 1946 - Sakīs Kouvas, ex calciatore greco
- 1946 - Jerry McKee, ex cestista statunitense
- 1946 - Walter Powers, musicista statunitense
- 1946 - Faustino Pérez-Manglano Magro, spagnolo († 1963)
- 1946 - György Spiró, scrittore, drammaturgo e saggista ungherese
- 1946 - Pierre-André Taguieff, sociologo e filosofo francese
- 1946 - Elisabetta Terabust, ballerina italiana († 2018)
- 1946 - Giovanni Tesio, filologo e critico letterario italiano
- 1947 - Dragoslava Gerić, cestista jugoslava († 2011)
- 1947 - Brian Heslop, ex calciatore inglese
- 1947 - Hubert Ingraham, politico bahamense
- 1947 - Salim Joubran, magistrato palestinese († 2024)
- 1947 - Ron Knight, ex cestista statunitense
- 1947 - Ildo Maneiro, allenatore di calcio e ex calciatore uruguaiano
- 1947 - Ken Riley, giocatore di football americano statunitense († 2020)
- 1947 - Rosa Rocca, ex calciatrice italiana
- 1947 - Klaus Schulze, musicista e compositore tedesco († 2022)
- 1947 - Moufida Tlatli, regista, sceneggiatrice e montatrice tunisina († 2021)
- 1948 - Domingo Catalán, ex ultramaratoneta e ex maratoneta spagnolo
- 1948 - Sergio Cusani, ex dirigente d'azienda italiano
- 1948 - Leonard Hamilton, allenatore di pallacanestro statunitense
- 1948 - Giorgio Parisi, fisico italiano
- 1948 - Mike Pratt, cestista e allenatore di pallacanestro statunitense († 2022)
- 1948 - Massimo Sarmi, dirigente d'azienda italiano
- 1949 - Teresio Delfino, politico italiano
- 1949 - José Domingo Insfrán, ex calciatore paraguaiano
- 1949 - Angelo Orlando, politico italiano
- 1949 - John Riggins, ex giocatore di football americano statunitense
- 1949 - Luigi Serafini, artista, architetto e designer italiano
- 1950 - Sabina Ciuffini, showgirl e conduttrice televisiva italiana
- 1950 - Roberto Esposito, filosofo italiano
- 1950 - Caldwell Jones, cestista e allenatore di pallacanestro statunitense († 2014)
- 1950 - István Jónyer, ex tennistavolista ungherese
- 1950 - Alessandro Leombroni, cestista italiano († 2004)
- 1950 - Sapphire, scrittrice, poetessa e educatrice statunitense
- 1950 - Sachiyo Yamamoto, cestista giapponese († 2013)
- 1951 - Andris Bērziņš, politico lettone
- 1951 - Antonio Cantudo, calciatore spagnolo († 2023)
- 1951 - Fabio Cazzola, ex calciatore italiano
- 1951 - Alessandro Cedraschi, ex cestista, allenatore di pallacanestro e politico svizzero
- 1951 - Lane Evans, politico e avvocato statunitense († 2014)
- 1951 - Adolf Insam, allenatore di hockey su ghiaccio, dirigente sportivo e ex hockeista su ghiaccio italiano
- 1951 - Stephen Kinzer, giornalista e scrittore statunitense
- 1951 - Cesare Ronconi, regista italiano
- 1951 - Gregory Scarpa Jr., mafioso statunitense
- 1952 - Daniel Bautista, ex marciatore messicano
- 1952 - Mario Bonić, allenatore di calcio e ex calciatore croato
- 1952 - Moya Brennan, musicista irlandese
- 1952 - Barbara Ling, scenografa statunitense
- 1952 - Rino Rappuoli, microbiologo italiano
- 1952 - Franco Saudelli, fumettista italiano
- 1952 - Michele Stornello, politico italiano
- 1952 - Anna Sui, stilista statunitense
- 1952 - Kristoffer Tabori, attore e regista statunitense
- 1953 - Mark Baldwin, chitarrista e compositore statunitense
- 1953 - Hasse Borg, ex calciatore svedese
- 1953 - Jack Brand, ex calciatore tedesco
- 1953 - Declan Donnellan, regista britannico
- 1953 - Jeff Hamilton, batterista statunitense
- 1953 - Živko Janevski, compositore di scacchi macedone
- 1953 - Zoran Jelikić, ex calciatore jugoslavo
- 1953 - Henk Lubberding, ex ciclista su strada olandese
- 1953 - Yona Metzger, rabbino israeliano
- 1953 - Stanisław Pyjas, patriota polacco († 1977)
- 1953 - Joanie Spina, ballerina, coreografa e illusionista statunitense († 2014)
- 1953 - Antonio Tajani, politico e giornalista italiano
- 1953 - Øivind Tomteberget, ex calciatore norvegese
- 1953 - Hiroyuki Usui, allenatore di calcio e ex calciatore giapponese
- 1953 - Richard White, attore, tenore e doppiatore statunitense
- 1954 - Mika Doi, doppiatrice giapponese
- 1954 - Giancarlo Finardi, dirigente sportivo, allenatore di calcio e ex calciatore italiano
- 1954 - Donald Gibb, attore statunitense
- 1954 - Anatolij Kinach, politico ucraino
- 1954 - Steve Phillips, ex calciatore inglese
- 1954 - Sandra Pianalto, economista italiana
- 1954 - Dorottya Udvaros, attrice ungherese
- 1955 - Andrew Allen, ex astronauta statunitense
- 1955 - Alberto Bassetti, drammaturgo e regista italiano
- 1955 - Bob Baumhower, ex giocatore di football americano statunitense
- 1955 - Lajos Dobány, ex calciatore ungherese
- 1955 - Charles Gemar, ex astronauta statunitense
- 1955 - Alberto Gonzales, politico statunitense
- 1955 - Franz Siegl, ex bobbista austriaco
- 1955 - Steingrímur Sigfússon, politico islandese
- 1955 - Lubna Olayan, imprenditrice e banchiere saudita
- 1955 - Billy Bob Thornton, attore, sceneggiatore e regista statunitense
- 1955 - Dagoberto Valdés Hernández, giornalista e attivista cubano
- 1956 - Giovanni Burtone, politico italiano
- 1956 - Márta Egervári, ex ginnasta ungherese
- 1956 - Tonning Hammer, ex calciatore norvegese
- 1956 - Steve Hunt, ex calciatore inglese
- 1956 - Joni Huntley, ex altista statunitense
- 1956 - Allison Jolly, ex velista statunitense
- 1956 - Lee Mun-gyu, ex cestista e allenatore di pallacanestro sudcoreano
- 1956 - Luigi Negri, politico, architetto e antiquario italiano
- 1956 - Meg Whitman, dirigente d'azienda e politica statunitense
- 1957 - Rob Andrews, politico statunitense
- 1957 - Olaf Beyer, ex mezzofondista tedesco
- 1957 - Cesare Casiraghi, pubblicitario e imprenditore italiano
- 1957 - Rupert Farley, attore e doppiatore britannico
- 1957 - Tom Rice, politico statunitense
- 1957 - Ivan Romanov, ex ciclista su strada e pistard lituano
- 1957 - Arto Tunçboyacıyan, cantante turco
- 1957 - Valdis Valters, ex cestista e allenatore di pallacanestro lettone
- 1957 - Massimo Venturiello, attore, regista teatrale e doppiatore italiano
- 1957 - John Wark, ex calciatore britannico
- 1958 - Ian Broudie, musicista britannico
- 1958 - Mary Decker, ex mezzofondista statunitense
- 1958 - Greg Foster, ostacolista statunitense († 2023)
- 1958 - Agostino Ghesini, ex giavellottista italiano
- 1958 - Kym Karath, attrice statunitense
- 1958 - Edvaldo Oliveira Chaves, ex calciatore brasiliano
- 1958 - Phil Scott, politico statunitense
- 1959 - Stefano Bellon, ex nuotatore, medico e dirigente pubblico italiano
- 1959 - Gérard Biard, scrittore e giornalista francese
- 1959 - Daniele Bresciano, velista italiano
- 1959 - Robbin Crosby, chitarrista statunitense († 2002)
- 1959 - Mark Kerry, ex nuotatore australiano
- 1959 - Jun Hong Lu, educatore cinese († 2021)
- 1959 - Kim Reynolds, politica statunitense
- 1960 - Michele Anzaldi, politico e giornalista italiano
- 1960 - Romeo Castellucci, regista teatrale e scenografo italiano
- 1960 - Olli Huttunen, ex calciatore e allenatore di calcio finlandese
- 1960 - Stefan Kaufmann, batterista tedesco
- 1960 - Dean Malenko, dirigente sportivo e ex wrestler statunitense
- 1960 - Steve Preston, politico statunitense
- 1960 - Bernard Rose, regista, attore e sceneggiatore britannico
- 1960 - Deborah Voigt, soprano statunitense
- 1960 - Joby Warrick, scrittore e giornalista statunitense
- 1960 - Tim Winton, scrittore australiano
- 1960 - José Luis Rodríguez Zapatero, politico spagnolo
- 1961 - Nick Arnold, divulgatore scientifico britannico
- 1961 - Pumpuang Duangjan, cantante e attrice thailandese († 1992)
- 1961 - Michael Holton, ex cestista e allenatore di pallacanestro statunitense
- 1961 - Claudio Langes, ex pilota automobilistico italiano
- 1961 - Veselin Marinov, cantante bulgaro
- 1961 - Barack Obama, politico e avvocato statunitense
- 1961 - Kembra Pfahler, attrice, cantante e artista statunitense
- 1961 - Corrado Rizza, disc jockey, produttore discografico e regista italiano
- 1961 - Lauren Tom, attrice e doppiatrice statunitense
- 1961 - Béatrice Vialle, aviatrice francese
- 1962 - Salvatore Bonafede, compositore e pianista italiano
- 1962 - Roger Clemens, ex giocatore di baseball statunitense
- 1962 - Filippo Corsini, giornalista e conduttore radiofonico italiano
- 1962 - Livio Cotrozzi, scrittore italiano
- 1962 - Kajsa Ernst, attrice svedese
- 1962 - David Graham, ex tennista australiano
- 1962 - Jim Hagedorn, politico statunitense († 2022)
- 1962 - Yoshihiro Kitazawa, ex pattinatore di velocità su ghiaccio giapponese
- 1962 - Marco Lacarra, politico italiano
- 1962 - Lori Lightfoot, politica statunitense
- 1962 - Bojan Prešern, ex canottiere sloveno
- 1962 - Jáchym Topol, scrittore ceco
- 1963 - Elvis Amoroso, politico venezuelano
- 1963 - Ravin Caldwell, ex giocatore di football americano statunitense
- 1963 - Alessandro De Minicis, ex tennista italiano
- 1963 - Iain Duncan, allenatore di hockey su ghiaccio, dirigente sportivo e ex hockeista su ghiaccio canadese
- 1963 - Keith Ellison, politico e avvocato statunitense
- 1963 - Michal Ježdík, ex cestista e allenatore di pallacanestro ceco
- 1963 - Oldřich Machala, allenatore di calcio e ex calciatore ceco
- 1963 - Graeme Park, disc jockey inglese
- 1963 - Nick Pickering, ex calciatore inglese
- 1963 - Paolo Pisano, militare italiano
- 1963 - Peppe Quintale, comico, conduttore televisivo e attore italiano
- 1963 - Andrea Ridolfi, compositore e direttore d'orchestra italiano
- 1963 - Perry Young, ex cestista statunitense
- 1964 - Emanuela Abbadessa, scrittrice e musicologa italiana
- 1964 - Andrew Bartlett, politico e attivista australiano
- 1964 - Agustín Elduayen, ex calciatore spagnolo
- 1964 - Phil Hickey, ex giocatore di football americano e allenatore di football americano statunitense
- 1964 - Lefter Koka, politico albanese
- 1964 - Anita Protti, ex ostacolista e velocista svizzera
- 1964 - Laila Ripoll, attrice, regista e drammaturga spagnola
- 1964 - Sebastian Roché, attore francese
- 1965 - Neus Asensi, attrice spagnola
- 1965 - Vishal Bhardwaj, compositore, regista e produttore cinematografico indiano
- 1965 - Terri Lyne Carrington, batterista, compositrice e cantante statunitense
- 1965 - Crystal Chappell, attrice statunitense
- 1965 - Dennis Lehane, scrittore, sceneggiatore e produttore televisivo statunitense
- 1965 - Fredrik Reinfeldt, economista, docente e scrittore svedese
- 1965 - Manfred Ruhmer, sportivo austriaco
- 1965 - Yumiko Shige, velista giapponese († 2018)
- 1965 - Michael Skibbe, allenatore di calcio e ex calciatore tedesco
- 1965 - Trena Trice, ex cestista e allenatrice di pallacanestro statunitense
- 1965 - James Tupper, attore e sceneggiatore canadese
- 1965 - Riho Västrik, regista, produttore cinematografico e sceneggiatore estone
- 1966 - Charlie Adlard, fumettista britannico
- 1966 - Abdul Al-Rozan, ex calciatore saudita
- 1966 - Corrado Hérin, slittinista e mountain biker italiano († 2019)
- 1966 - Luc Leblanc, ex ciclista su strada e dirigente sportivo francese
- 1966 - Andrea Lucatello, giornalista, conduttore radiofonico e opinionista italiano
- 1966 - Alan Martin, fumettista britannico
- 1966 - Scott Melville, ex tennista statunitense
- 1966 - Teresa Ranieri, coreografa italiana
- 1966 - Kensuke Sasaki, ex wrestler giapponese
- 1966 - Gianni Sedioli, fumettista italiano
- 1966 - Edwig Van Hooydonck, ex ciclista su strada belga
- 1967 - Timothy Adams, attore statunitense
- 1967 - Juana Díaz Bio, ex cestista cubana
- 1967 - Marcelo Filippini, ex tennista uruguaiano
- 1967 - Ronald Aldon Hicks, vescovo cattolico statunitense
- 1967 - Chuck Hogan, scrittore statunitense
- 1967 - Arbaaz Khan, attore indiano
- 1967 - Ilijan Kirjakov, ex calciatore bulgaro
- 1967 - Michael Marsh, ex velocista statunitense
- 1967 - Stéphane Moulin, allenatore di calcio e ex calciatore francese
- 1967 - Stefano Olivari, giornalista, scrittore e editore italiano
- 1967 - Wilfried Pallhuber, biatleta italiano
- 1967 - Igor' Pyvin, ex calciatore e allenatore di calcio russo
- 1967 - Jenny Reisener, ex cestista australiana
- 1967 - Christel Schaldemose, politica danese
- 1967 - Jana Sorgers-Rau, ex canottiera tedesca
- 1967 - Fernando Sousa, ex calciatore angolano
- 1967 - Ilaria Tocchini, ex nuotatrice italiana
- 1968 - Aniello Arena, attore italiano
- 1968 - James Francis, ex giocatore di football americano statunitense
- 1968 - Ignacio García Camacho, ex ciclista su strada spagnolo
- 1968 - Christina Grimandi, attrice, cantante e ballerina italiana
- 1968 - Daniel Dae Kim, attore e produttore televisivo sudcoreano
- 1968 - Kunio Kitamura, ex calciatore e ex giocatore di calcio a 5 giapponese
- 1968 - Olga Neuwirth, compositrice austriaca
- 1968 - Gustavo Romero, giocatore di calcio a 5 argentino († 2015)
- 1968 - Marcus Schenkenberg, modello e attore svedese
- 1968 - Tatiana Trouvé, artista e scultrice italiana
- 1968 - Alessandra Zucchelli, ex cestista italiana
- 1969 - Max Cavalera, cantante e chitarrista brasiliano
- 1969 - DJ Enzo, disc jockey e rapper italiano
- 1969 - Michael DeLuise, attore statunitense
- 1969 - Guillermo García, ex calciatore salvadoregno
- 1969 - Dylan Howe, batterista e compositore britannico
- 1969 - Vlad Ivanov, attore rumeno
- 1969 - Yoshiteru Konishi, pilota motociclistico giapponese
- 1969 - Markus Kranz, ex calciatore tedesco
- 1969 - Diego Latorre, ex calciatore argentino
- 1969 - Matt Lucena, ex tennista statunitense
- 1969 - Jojo Moyes, scrittrice, sceneggiatrice e giornalista inglese
- 1969 - Stefano Sottili, allenatore di calcio e ex calciatore italiano
- 1969 - Lokoua Taufahema, ex calciatore tongano
- 1969 - Fenella Woolgar, attrice britannica
- 1970 - John August, sceneggiatore, regista e produttore cinematografico statunitense
- 1970 - Bret Baier, giornalista statunitense
- 1970 - Matteo Becucci, cantautore italiano
- 1970 - Ángel Edo, ex ciclista su strada spagnolo
- 1970 - Fabio Fulco, attore e ex modello italiano
- 1970 - Claudine Gay, politologa statunitense
- 1970 - Steve House, alpinista statunitense
- 1970 - Hakeem Jeffries, politico e avvocato statunitense
- 1970 - Rich Kenah, ex mezzofondista statunitense
- 1970 - Ron Lester, attore statunitense († 2016)
- 1970 - Peter Olsson, ex sciatore alpino svedese
- 1970 - Kristin Richardson, attrice statunitense
- 1970 - Orlando Trustfull, allenatore di calcio e ex calciatore olandese
- 1971 - Giuliano Bonetto, doppiatore e attore teatrale italiano
- 1971 - Brian Bradley, attore, scrittore e produttore cinematografico statunitense
- 1971 - Gianluca Capitano, ex pistard italiano
- 1971 - Emanuela D'Amico, doppiatrice e dialoghista italiana
- 1971 - Sou Fujimoto, architetto giapponese
- 1971 - Jeff Gordon, pilota automobilistico statunitense
- 1971 - Pasquale Maietta, ex politico e dirigente sportivo italiano
- 1971 - Nemanja Miljanović, allenatore di calcio e ex calciatore svedese
- 1971 - João Pedro Sousa, allenatore di calcio e ex calciatore portoghese
- 1971 - Domenico Toscano, allenatore di calcio e ex calciatore italiano
- 1971 - Yo-Yo, rapper e attrice statunitense
- 1972 - Davide Amaduzzi, pilota automobilistico italiano
- 1972 - Eva Amaral, cantante e musicista spagnola
- 1972 - Audrey Azoulay, politica e funzionario francese
- 1972 - Predrag Đorđević, ex calciatore serbo
- 1972 - José Vicente García, dirigente sportivo e ex ciclista su strada spagnolo
- 1972 - Michael Grant, pugile statunitense
- 1972 - Wasabi Mizuta, doppiatrice giapponese
- 1972 - Fawzi Moussouni, allenatore di calcio e ex calciatore algerino
- 1972 - Dan Payne, attore canadese
- 1972 - Daniel Šarić, ex calciatore croato
- 1972 - Luca Zardini, arrampicatore italiano
- 1973 - S. A. Cosby, scrittore statunitense
- 1973 - Jordi Llorens, ex cestista spagnolo
- 1973 - Xavier Marchand, ex nuotatore francese
- 1973 - Marcos Roberto Silveira Reis, ex calciatore brasiliano
- 1973 - Alex Molden, ex giocatore di football americano statunitense
- 1973 - Dirk Müller, ex ciclista su strada tedesco
- 1973 - Bəxtiyar Musaev, ex calciatore azero
- 1973 - Marek Penksa, ex calciatore slovacco
- 1973 - Yoelbi Quesada, ex triplista cubano
- 1973 - Peter Tsekenis, allenatore di calcio e ex calciatore australiano
- 1973 - Javier de Pedro, ex calciatore spagnolo
- 1974 - Luca Capecchi, ex calciatore italiano
- 1974 - Corinne Diacre, allenatrice di calcio e ex calciatrice francese
- 1974 - Oxmo Puccino, rapper maliano
- 1974 - Adele Frollani, ex calciatrice italiana
- 1974 - Kily González, allenatore di calcio, dirigente sportivo e ex calciatore argentino
- 1974 - Auron Miloti, allenatore di calcio e ex calciatore albanese
- 1974 - Jean-Christophe Rouvière, ex calciatore francese
- 1974 - Tomer Sisley, attore e comico francese
- 1974 - Saša Stevanović, ex calciatore serbo
- 1975 - Giuseppe Civati, politico, saggista e editore italiano
- 1975 - Stefania De Peppe, doppiatrice italiana
- 1975 - Aleksej Evteev, ex giocatore di calcio a 5 russo
- 1975 - Andy Hallett, cantante e attore statunitense († 2009)
- 1975 - Karim Laghouag, cavaliere francese
- 1975 - Nikos Lymperopoulos, ex calciatore greco
- 1975 - Alejandro Murat Hinojosa, politico e avvocato messicano
- 1975 - Antonio Pandolfo, cabarettista, attore e animatore italiano
- 1975 - Max Sabbatani, pilota motociclistico italiano
- 1975 - Jutta Urpilainen, politica finlandese
- 1976 - Marzia Fontana, attrice e conduttrice televisiva italiana
- 1976 - Paul Goldstein, ex tennista statunitense
- 1976 - Michael Hicks, allenatore di pallacanestro e ex cestista panamense
- 1976 - Nathan Johnson, musicista e compositore statunitense
- 1976 - Natalija Konrad, ex schermitrice ucraina
- 1976 - David Lewis, attore canadese
- 1976 - Hitomi Nabatame, doppiatrice giapponese
- 1976 - Marco Trentacoste, chitarrista, tastierista e produttore discografico italiano
- 1976 - Trevor Woodman, rugbista a 15, allenatore di rugby a 15 e commentatore televisivo britannico
- 1977 - José Ortiz Bernal, ex calciatore spagnolo
- 1977 - Luís Boa Morte, allenatore di calcio e ex calciatore portoghese
- 1977 - Sarah Coburn, soprano statunitense
- 1977 - Marek Heinz, ex calciatore ceco
- 1977 - Frankie Kazarian, wrestler statunitense
- 1977 - Jean-Michel Sama Lukonde, politico della Repubblica Democratica del Congo
- 1977 - Sandra Mandir, ex cestista croata
- 1977 - Mauro Morello, ex calciatore italiano
- 1977 - Brad Traina, ex cestista statunitense
- 1977 - Paride Vitale, personaggio televisivo italiano
- 1978 - Marco Bocci, attore e scrittore italiano
- 1978 - Kurt Busch, pilota automobilistico statunitense
- 1978 - Mick Cain, attore statunitense
- 1978 - Alessandro Di Battista, politico, opinionista e scrittore italiano
- 1978 - Ljubica Drljača, ex cestista e allenatrice di pallacanestro serba
- 1978 - Ibán Espadas, ex calciatore spagnolo
- 1978 - Satoshi Hino, doppiatore giapponese
- 1978 - Marcello Polastri, speleologo e saggista italiano
- 1978 - JD Samson, musicista, disc jockey e cantante statunitense
- 1978 - Ricardo Serrano, ex ciclista su strada spagnolo
- 1978 - Juan Ignacio Werner, ex giocatore di calcio a 5 spagnolo
- 1979 - André Luiz Quirino Pereira, ex cestista brasiliano
- 1979 - Daniela Chmet, triatleta italiana
- 1979 - Magdalena Gwizdoń, ex biatleta polacca
- 1979 - Tal Hen, ex calciatore israeliano
- 1979 - Cahangir Həsənzadə, ex calciatore azero
- 1979 - Torgeir Ruud Ramsli, calciatore norvegese
- 1979 - Nina Solheim, taekwondoka norvegese
- 1979 - Hrvoje Sunara, allenatore di calcio e ex calciatore croato
- 1979 - Bo Svensson, allenatore di calcio e ex calciatore danese
- 1979 - Patryk Dominik Sztyber, chitarrista polacco
- 1980 - Iuri Alcântara, artista marziale misto brasiliano
- 1980 - Grzegorz Bronowicki, ex calciatore polacco
- 1980 - Kris Burton, rugbista a 15 italiano
- 1980 - Alessandro Capitani, regista cinematografico, sceneggiatore e regista televisivo italiano
- 1980 - Jeff Gibbs, cestista statunitense
- 1980 - Benjamin Köhler, ex calciatore tedesco
- 1980 - Jack Liebeck, violinista britannico
- 1980 - Rony Martias, ex ciclista su strada francese
- 1980 - Sənan Qurbanov, allenatore di calcio e ex calciatore azero
- 1980 - Elkin Soto, ex calciatore colombiano
- 1980 - Iva Straková, ex altista ceca
- 1980 - Anthony Wilkins, ex cestista statunitense
- 1981 - Mohamed Mohsen Abou Greisha, ex calciatore egiziano
- 1981 - Benjamin Boukpeti, canoista togolese
- 1981 - Erica Carlson, attrice svedese
- 1981 - Nicolas Charbonnier, velista francese
- 1981 - Jamie Croft, attore australiano
- 1981 - Simone Del Nero, ex calciatore italiano
- 1981 - Marco Fabroni, pallavolista italiano
- 1981 - Ismael Fuentes, ex calciatore cileno
- 1981 - Gabriel Fernando Atz, ex calciatore brasiliano
- 1981 - Marques Houston, cantante, attore e ballerino statunitense
- 1981 - Marina Kazankova, attrice russa
- 1981 - Jan Kristiansen, ex calciatore danese
- 1981 - Benjamin Lauth, ex calciatore tedesco
- 1981 - Meghan Markle, attrice statunitense
- 1981 - Luciano Pocrnjic, ex calciatore argentino
- 1981 - Florian Silbereisen, cantante, musicista e conduttore televisivo tedesco
- 1981 - Hadson Nery, ex calciatore brasiliano
- 1981 - Abigail Spencer, attrice statunitense
- 1981 - Ayumi Tanimoto, judoka giapponese
- 1981 - Marco Vitale, arciere italiano
- 1981 - Kevin Walter, giocatore di football americano statunitense
- 1982 - Saleh Abdulhameed, calciatore bahreinita
- 1982 - Blake Aldridge, tuffatore britannico
- 1982 - Luca Antonini, allenatore di calcio e ex calciatore italiano
- 1982 - Pablo Brenes, ex calciatore costaricano
- 1982 - Richard Ekunde, ex calciatore della Repubblica Democratica del Congo
- 1982 - Juliette Haigh, ex canottiera neozelandese
- 1982 - Jeon Mi-do, attrice sudcoreana
- 1982 - Darien Levani, scrittore, avvocato e giornalista albanese
- 1982 - David Mendes da Silva, ex calciatore olandese
- 1982 - Franco Migliori, cestista argentino
- 1982 - Rubinho, allenatore di calcio e ex calciatore brasiliano
- 1982 - Sergiu Stancu, allenatore di pallavolo e ex pallavolista rumeno
- 1982 - Seiichi Uchikawa, giocatore di baseball giapponese
- 1983 - Feyisa Bekele, ex maratoneta etiope
- 1983 - Nathaniel Buzolic, attore australiano
- 1983 - Greta Gerwig, regista, sceneggiatrice e attrice statunitense
- 1983 - Fábio Gomes da Silva, ex astista brasiliano
- 1983 - Adhir Kalyan, attore sudafricano
- 1983 - Anastasija Mikul'čina, attrice e doppiatrice russa
- 1983 - Cəmşid Məhərrəmov, ex calciatore azero
- 1983 - Son Yeo-eun, attrice sudcoreana
- 1983 - Laila Soufyane, maratoneta e mezzofondista italiana
- 1983 - Yuka Terasaki, attrice, doppiatrice e cantante giapponese
- 1983 - Daniel Theorin, ex calciatore svedese
- 1983 - Šime Vulin, pallavolista croato
- 1983 - Mariusz Wlazły, pallavolista polacco
- 1983 - Ben Zucker, cantante e chitarrista tedesco
- 1983 - Rafael da Silva Francisco, ex calciatore brasiliano
- 1984 - Bryan Caraway, artista marziale misto statunitense
- 1984 - Shannon Cole, ex calciatore australiano
- 1984 - Mardy Collins, ex cestista statunitense
- 1984 - Endurance Idahor, calciatore nigeriano († 2010)
- 1984 - Natal'ja Lavrova, ginnasta russa († 2010)
- 1984 - Jen Lilley, attrice e cantante statunitense
- 1984 - Chiguy Lucau, ex calciatore congolese (Repubblica Democratica del Congo)
- 1984 - Simen Østensen, fondista norvegese
- 1984 - Alessio Paduano, fotografo italiano
- 1984 - Sesto Quatrini, direttore d'orchestra italiano
- 1984 - Andrew Wade, produttore discografico e musicista statunitense
- 1984 - Caroline Wensink, ex pallavolista olandese
- 1985 - Nadim Sabagh, calciatore siriano
- 1985 - Alexis Ruano Delgado, ex calciatore spagnolo
- 1985 - Daša Astaf"jeva, modella e cantante ucraina
- 1985 - Lidija Bačić, cantante croata
- 1985 - Robbie Findley, ex calciatore statunitense
- 1985 - Kina Grannis, cantautrice e chitarrista statunitense
- 1985 - Ha Seung-jin, ex cestista sudcoreano
- 1985 - Giselle Kañevsky, ex hockeista su prato argentina
- 1985 - Leonardo de Jesus Geraldo, ex calciatore brasiliano
- 1985 - Kemal Mešić, pesista e discobolo bosniaco
- 1985 - Mark Milligan, allenatore di calcio e ex calciatore australiano
- 1985 - Pak Hyon-suk, sollevatrice nordcoreana
- 1985 - Marco Russ, ex calciatore tedesco
- 1985 - Naby Soumah, ex calciatore guineano
- 1985 - Pāvels Surņins, ex calciatore lettone
- 1985 - Luis Antonio Valencia, ex calciatore ecuadoriano
- 1985 - Tina Vukov, cantante croata
- 1985 - Zhang Xin, sciatrice freestyle cinese
- 1985 - Robert Zillner, ex calciatore tedesco
- 1986 - Sérgio Antônio Borges Júnior, calciatore brasiliano
- 1986 - Leon Camier, pilota motociclistico britannico
- 1986 - Claudia Cesarini, pentatleta italiana
- 1986 - Ricardo Faty, ex calciatore francese
- 1986 - Garrett Graham, giocatore di football americano statunitense
- 1986 - Hernane, calciatore brasiliano
- 1986 - Oleg Ivanov, calciatore russo
- 1986 - Marshall McFadden, giocatore di football americano statunitense
- 1986 - Alex Sandro Mendonça dos Santos, ex calciatore brasiliano
- 1986 - Chiara Pastore, cestista italiana
- 1986 - Luke Patience, velista britannico
- 1986 - Megan Ryley, ex sciatrice alpina canadese
- 1986 - Kenny Simms, cestista statunitense
- 1986 - Emin Sulimani, allenatore di calcio e ex calciatore austriaco
- 1986 - Yoon Jin-hee, sollevatrice sudcoreana
- 1987 - Caressa Cameron, modella statunitense
- 1987 - Zakaria El Hachimi, calciatore marocchino
- 1987 - Jang Keun-suk, attore e cantante sudcoreano
- 1987 - Karina Kay, ex attrice pornografica statunitense
- 1987 - Salim Kerkar, ex calciatore francese
- 1987 - Andrej Kirjuchin, hockeista su ghiaccio russo († 2011)
- 1987 - Jon Lilygreen, cantante gallese
- 1987 - Laudevis Marrero, pallavolista portoricana
- 1987 - Nicolas Oliveira, ex nuotatore brasiliano
- 1987 - Andrea Presti, culturista italiano
- 1987 - Chris Scott, giocatore di football americano statunitense
- 1987 - Marreese Speights, allenatore di pallacanestro e ex cestista statunitense
- 1987 - Jérôme Truyens, hockeista su prato belga
- 1987 - Sam Underwood, attore britannico
- 1987 - Nerijus Valskis, ex calciatore lituano
- 1987 - Philip Younghusband, ex calciatore filippino
- 1988 - Daniel Carriço, ex calciatore portoghese
- 1988 - Charles Cheruiyot, ex mezzofondista e ex maratoneta keniota
- 1988 - Fabian Heidegger, ex velista italiano
- 1988 - Cristóbal Jorquera, calciatore cileno
- 1988 - Bryce McCall, ex giocatore di football americano canadese
- 1988 - Juliana Nogueira, pallavolista brasiliana
- 1988 - Kelley O'Hara, ex calciatrice statunitense
- 1988 - Jean Marie Okutu, lunghista spagnolo
- 1988 - Angelo Pagani, ex ciclista su strada italiano
- 1988 - Tom Parker, cantante, disc jockey e personaggio televisivo inglese († 2022)
- 1988 - Béla Simon, canottiere ungherese
- 1988 - Song Byung-gu, videogiocatore sudcoreano
- 1988 - Darian Stewart, giocatore di football americano statunitense
- 1988 - Ferdinando Vitofrancesco, calciatore italiano
- 1989 - Saša Babić, giocatore di calcio a 5 croato
- 1989 - Taylor Brown, ex cestista statunitense
- 1989 - Dajana Cahill, attrice australiana
- 1989 - Māra Grīva, lunghista e triplista lettone
- 1989 - Aleksandar Jovanović, ex calciatore australiano
- 1989 - Yōsuke Kawai, calciatore giapponese
- 1989 - Myriam Kloster, ex pallavolista francese
- 1989 - Jessica Mauboy, cantautrice, attrice e compositrice australiana
- 1989 - Martha McCabe, ex nuotatrice canadese
- 1989 - Robin Mouton, giocatore di football americano francese
- 1989 - Vaggelīs Sakellariou, ex cestista greco
- 1989 - Afrim Taku, ex calciatore albanese
- 1989 - Wang Hao, scacchista cinese
- 1989 - Kazunari Ōno, calciatore giapponese
- 1990 - Mike Allison, ex cestista canadese
- 1990 - Gustavo Martín Fernández, calciatore argentino
- 1990 - Lorenzo Giancaterino, ex cestista belga
- 1990 - Betsy Hassett, calciatrice neozelandese
- 1990 - Kristinn Jónsson, calciatore islandese
- 1990 - Eric Kibi, cestista della Repubblica Democratica del Congo
- 1990 - David Lama, arrampicatore e alpinista austriaco († 2019)
- 1990 - Allison Lanier, attrice statunitense
- 1990 - Hossein Nouri, lottatore iraniano
- 1990 - Riccardo Perpetuini, ex calciatore italiano
- 1990 - Say Piseth, calciatore cambogiano
- 1990 - Aljaž Struna, calciatore sloveno
- 1990 - Siim Tenno, calciatore estone
- 1990 - Tommaso Traversa, hockeista su ghiaccio italiano
- 1991 - Thiago Cardoso, ex calciatore brasiliano
- 1991 - Hanne Claes, ostacolista belga
- 1991 - Christian Clemens, ex calciatore tedesco
- 1991 - Lena Dürr, sciatrice alpina tedesca
- 1991 - Amr Gamal, calciatore egiziano
- 1991 - Izet Hajrović, ex calciatore svizzero
- 1991 - Thomas Klepeisz, cestista austriaco
- 1991 - Graeme Shinnie, calciatore scozzese
- 1991 - Dieter Villalpando, calciatore messicano
- 1992 - Facundo Argüello, ex tennista argentino
- 1992 - Romain Arneodo, tennista francese
- 1992 - TeTori Dixon, pallavolista statunitense
- 1992 - Tiffany Evans, cantante e attrice statunitense
- 1992 - Néstor Adrián Fernández, calciatore paraguaiano
- 1992 - Daniele Garozzo, dirigente sportivo e ex schermidore italiano
- 1992 - Refiloe Jane, calciatrice sudafricana
- 1992 - Dominique Johnson, cestista tedesco
- 1992 - Frederik Rønnow, calciatore danese
- 1992 - Timur Safin, schermidore russo
- 1992 - Giorgio Sgobba, cestista italiano
- 1992 - Cole Sprouse, attore statunitense
- 1992 - Dylan e Cole Sprouse, attore statunitense
- 1992 - Dylan Sprouse, attore statunitense
- 1992 - Rolf Toft, calciatore danese
- 1993 - Saido Berahino, calciatore burundese
- 1993 - Ray Borg, artista marziale misto statunitense
- 1993 - James Bradberry, giocatore di football americano statunitense
- 1993 - Juston Burris, giocatore di football americano statunitense
- 1993 - Giovanni Di Lorenzo, calciatore italiano
- 1993 - Cyesha Goree, cestista statunitense
- 1993 - Han Song-hyok, calciatore nordcoreano
- 1993 - Sam Hidalgo-Clyne, rugbista a 15 britannico
- 1993 - Nathanaël Hmaen, calciatore francese
- 1993 - Gonzalo Iglesias, cestista uruguaiano
- 1993 - Stefan Janković, cestista serbo
- 1993 - Serge Leuko, calciatore camerunese
- 1993 - Simen Spieler Nilsen, pattinatore di velocità su ghiaccio norvegese
- 1993 - Jakov Puljić, calciatore croato
- 1993 - Eric Thompson, cestista statunitense
- 1993 - Obrad Tomić, cestista bosniaco
- 1994 - Orlando Arcia, giocatore di baseball venezuelano
- 1994 - Madison Bugg, pallavolista statunitense
- 1994 - Mathias Dahl Abelsen, giocatore di calcio a 5 e calciatore norvegese
- 1994 - Mohamed Elyounoussi, calciatore marocchino
- 1994 - Mayuko Fukuda, attrice giapponese
- 1994 - Greg Joseph, giocatore di football americano sudafricano
- 1994 - Michail Kulagin, cestista russo
- 1994 - Mauricio Ortega, discobolo colombiano
- 1994 - Kristian Pedersen, calciatore danese
- 1994 - Bobby Shmurda, rapper statunitense
- 1994 - Federico Ruzza, rugbista a 15 italiano
- 1994 - Hannah Schmidt, sciatrice freestyle canadese
- 1994 - Jozo Šimunović, ex calciatore croato
- 1994 - Elliot Slessor, giocatore di snooker inglese
- 1994 - Kit Wilson, wrestler britannico
- 1994 - Matt Thomas, cestista statunitense
- 1994 - Blati Touré, calciatore burkinabé
- 1995 - Kendrick Bourne, giocatore di football americano statunitense
- 1995 - Maiky Fecunda, calciatore olandese
- 1995 - Aldayr Hernández, calciatore colombiano
- 1995 - Thutmose, rapper e cantante statunitense
- 1995 - Andrej Kotnik, calciatore sloveno
- 1995 - Bruna Marquezine, attrice e modella brasiliana
- 1995 - Xavier Mous, ex calciatore olandese
- 1995 - Fredriech Pretorius, multiplista sudafricano
- 1995 - Deinner Quiñónez, calciatore colombiano
- 1995 - Jessica Sanchez, cantante statunitense
- 1995 - Il'ja Sorokin, hockeista su ghiaccio russo
- 1995 - Marko Tejić, cestista serbo
- 1995 - Andreas Vindheim, calciatore norvegese
- 1995 - James Weir, ex calciatore inglese
- 1995 - İrem Yaman, taekwondoka turca
- 1995 - Matías Zaldívar, calciatore argentino
- 1996 - Pablo Acha Gonzalez, arciere spagnolo
- 1996 - Andoni Gorosabel, calciatore spagnolo
- 1996 - Adrian Grbić, calciatore austriaco
- 1996 - Moses Mawa, calciatore norvegese
- 1996 - Mohamed Ofkir, calciatore norvegese
- 1996 - Roberta Ponziani, pilota motociclistica italiana
- 1997 - Azeez Al-Shaair, giocatore di football americano statunitense
- 1997 - Mollie Green, calciatrice inglese
- 1997 - Bence Halász, martellista ungherese
- 1997 - Tuva Hansen, calciatrice norvegese
- 1997 - Nana Ichise, calciatrice giapponese
- 1997 - Facundo Kidd, calciatore uruguaiano
- 1997 - André Lamoglia, attore brasiliano
- 1997 - Karolis Lukošiūnas, cestista lituano
- 1997 - Pietro Martino, calciatore italiano
- 1997 - Miye Oni, cestista britannico
- 1997 - Tyrell Richard, velocista statunitense
- 1997 - Natalia Strzałka, lottatrice polacca
- 1997 - Mark Sykes, calciatore nordirlandese
- 1997 - Cinzia Zehnder, calciatrice svizzera
- 1998 - Adrián Ben, mezzofondista spagnolo
- 1998 - Jake Bobo, giocatore di football americano statunitense
- 1998 - Aurora Campagna, lottatrice italiana
- 1998 - Lil Skies, rapper statunitense
- 1998 - Mike Ford, giocatore di football americano statunitense
- 1998 - Michalīs Lountzīs, cestista greco
- 1998 - Daniel Mateiko, mezzofondista keniota
- 1998 - Genaro Alberto Olivieri, tennista argentino
- 1998 - Ercan Osmani, cestista albanese
- 1998 - Lara Peake, attrice inglese
- 1998 - Jordan Stout, giocatore di football americano statunitense
- 1998 - Freddie Swain, giocatore di football americano statunitense
- 1998 - Veljko Trifunović, calciatore serbo
- 1998 - Iker Unzueta, calciatore spagnolo
- 1999 - Francesca Barro, rugbista a 15 italiana
- 1999 - Gabrielle Blossom, pallavolista statunitense
- 1999 - Giovanbattista Cutolo, musicista italiano († 2023)
- 1999 - Bianca Fallico, calciatrice italiana
- 1999 - Helgi Guðjónsson, calciatore islandese
- 1999 - Roberto Meraz, calciatore messicano
- 1999 - Nathan Palafoz de Sousa, calciatore brasiliano
- 1999 - Renato Rojas, calciatore peruviano
- 1999 - Saku Ylätupa, calciatore finlandese
- 1999 - Zhang Yuting, pattinatrice di short track cinese
- 2000 - Gabriela Agúndez, tuffatrice messicana
- 2000 - Đorđe Babić, calciatore serbo
- 2000 - Gabbie Carter, attrice pornografica statunitense
- 2000 - Martin Chevalier, pallavolista ceco
- 2000 - Autumn Falls, attrice pornografica statunitense
- 2000 - Manuel Lando, altista italiano
- 2000 - Alejandro Marqués, calciatore venezuelano
- 2000 - Jackson Porozo, calciatore ecuadoriano
- 2000 - Pilar Rubagotti, ginnasta italiana
- 2000 - Ignacio Schor, calciatore argentino
- 2000 - Lena Wechner, sciatrice alpina austriaca
- 2000 - Guðný Árnadóttir, calciatrice islandese

## XXI secolo(24)
- 2001 - Mac Forehand, sciatore freestyle statunitense
- 2001 - Seishirō Katō, attore giapponese
- 2001 - Pelle Mattsson, calciatore danese
- 2001 - Jordan Morgan, giocatore di football americano statunitense
- 2001 - Chris-Kévin Nadje, calciatore ivoriano
- 2001 - Ezequiel Naya, calciatore argentino
- 2001 - Pablo Rodríguez, calciatore spagnolo
- 2002 - Eskil Edh, calciatore norvegese
- 2002 - Delmar Glaze, giocatore di football americano statunitense
- 2002 - Manuel González, pilota motociclistico spagnolo
- 2002 - Mikkel Remsøy, sciatore alpino norvegese
- 2003 - Anastasija Bačyns'ka, ginnasta ucraina
- 2003 - Mason Burstow, calciatore inglese
- 2003 - William Osula, calciatore danese
- 2003 - Marko Milovanović, calciatore serbo
- 2003 - Michał Pomorski, ciclista su strada polacco
- 2003 - Lucas Puyol, calciatore uruguaiano
- 2003 - Maestro, calciatore angolano
- 2004 - Anton Korčuk, saltatore con gli sci ucraino
- 2004 - Christopher Morales Williams, velocista canadese
- 2004 - Iván Ortolá, pilota motociclistico spagnolo
- 2004 - Pan Zhanle, nuotatore cinese
- 2005 - Milla Grosberghaugen Andreassen, fondista norvegese
- 2005 - Angeline Bertinelli, nuotatrice artistica francese